# Damhusengen
Damhusengen er et rekreativt område på grænsen mellem Københavns Kommune (østside) og Rødovre Kommune (vestside). Langt det meste af området ligger dog i Københavns Kommune.

## Beliggenhed
Engen grænser op til Damhus Sø, hvor den inddæmmet fra i 1938, mod syd og Jyllingevej mod nord. Området bliver bl.a. brugt til fodboldbaner, institutioner og forskellige naturfaciliteter.

## Historie
Oprindelig udgjorde engen og søen ét samlet vådområde med et samlet areal på 75 hektar. I 1855 lod Københavns Kommune, som da havde overtaget arealet, gennemføre en omfattende nyregulering, hvorved søen blev omgivet af dæmninger, hvilket muliggjorde en forøgelse af vandstanden uden at skade omgivende marker. Desuden blev inddiget en kanal langs den østlige side af den nordlige del af søen, dengang kaldet "bagsøen" nu Damhusengen. Kanalen gjorde det muligt at føre vandet fra Harrestrup Å uden om området. Senere blev etableret en dæmning tværs over søen, hvorved Damhusengen endeligt blev adskilt fra søen.
I 1936 blev Københavnsegnens Grønne Omraader. Forslag til et System af Omraader for Friluftsliv, forfattet af Oluf Forchhammer, offentliggjort af Dansk Byplanlaboratorium. Forslaget gik ud på at i tide sikre grønne områder for befolkningens friluftsliv og ikke mindst i tilknytning til strande, søer og åer. Disse områder skulle indbyrdes være forbundne med et netværk af grønne stier for gående og cyklende. Heri hed det blandt andet om Det vestlige Parkbælte: "Med en Længdeudstrækning af 9-10 km finder vi Stadens vestlæigste naturlige Parkbælte strækkende sig i Harrestrupaadalen og Damhusaadalen langs Grænsen mod Rødovre og Hvidovre; mod Nord kan Parkbæltet faa direkte Forbindelse med Kagsmose og ad Vestenceinten med Utterslev Mose. Mod Syd kan opnaas Forbindelse med fremtidige Parkanlæg paa Valby Fælled. Det smukke Terræn omkring Damhussøen har allerede længe været tilgængeligt." I forslaget pegedes endvidere på den stærke befolkningsvækst, der var sket i årene 1901-1934 i blandt andet Rødovre og Hvidovre kommuner. Damhusengen blev på forhånd regnet som et rekreativt område. Man foreslog af frie arealer, der skulle reserveres rekreative formål, blandt andet "Strandengene ved Damhusaaens Udløb samt nogle mindre hovedsagelig daarlig bebyggelige Englodder spredt langs Aaløbene." Man foreslog desuden etablering af "Parkstriber med Gangstier og Cykleveje ud til Vestenceinten".
I 1941 blev Damhusengen endeligt tørlagt.
Sø og eng blev sammen fredet i 1966.